# Jean-Nicolas Buache
Jean-Nicolas Buache (La Neuville-au-Pont, 15 febbraio 1741 – Parigi, 21 novembre 1825) è stato un geografo francese.
È noto anche come Buache de La Neuville.

## Biografia
Direttore del Dépôt des Cartes de la Marine, fu l'ultimo a fregiarsi del titolo di “primo geografo del re”. Eletto membro dell'Accademia delle Scienze nel 1770, fu incaricato da Luigi XVI di redigere nel 1788 le mappe dei baliati del regno di Francia. È autore di numerose memorie, tra cui le Memorie sulle scoperte da fare nel Grande Oceano (1797-1798) dove individua la scoperta nel 1777 da parte di James Cook dell'Isola di Natale in Acea (scoperta nel 1537). È stato insegnante all'École normale e membro del bureau des longitudes.
Anche lo zio Philippe Buache (1700-1703) è stato un geografo.